# Хёфдинг, Финн
Нильс Финн Хёфдинг (дат. Niels Finn Høffding; 10 марта 1899, Копенгаген, Дания — 29 марта 1997, там же) — датский композитор и педагог.

## Биография
Брал частные уроки у Кнуда Еппесена и Томаса Лауба в Копенгагене. Затем в 1921—1922 годах совершенствовался в Вене у Йозефа Маркса. В 1928—1969 годах преподавал в Королевской Датской консерватории, где в 1949 году становится профессором, а в 1954—1955 годах — её директором. В 1931 году вместе с Йоргеном Бентсоном основал в Копенгагене Народную музыкальную школу (дат. Københavns Folkemusikskole). В 1929—1939 — председатель Музыкально-педагогического союза (дат. Musikpædagogik Forening). В своём творчестве развивал реалистические традиции Карла Нильсена. Написал учебник по гармонии (дат. Harmonielære (Leerebog i Harmoni), Kbh., 1933).
Среди его учеников были Вагн Хольмбоэ, Пелле Гудмундсен-Хольмгрен, Бент Лорентсен и Лейф Тюбо.

## Сочинения
- опера «Новое платье короля» / Kejserens nye Klæder (по Xансу Кристиану Андерсену, 1928, Копенгаген)
- опера «Пастер» / Pasteur (1935)
- опера «Поездка к источнику» / Kilderejsen (по Людвигу Хольбергу, 1940, Копенгаген)
- опера «Slædefarten» (1946)
- опера «Da solen blev forkølet» (1969)
- симфония № 1 «Стремительная» (1923)
- симфония № 2 «II canto liberato» для колоратурного сопрано и хора (1924)
- симфония № 3 для 2-х фортепиано с оркестром (1928)
- симфония № 4 «Концертная» для фортепиано и камерного оркестра (1934)
- симфоническая фантазия для солистов, хора, оркестра и органа «Арсенал в Спрингфилде» / The arsenal at Springfield (по Генри Уодсворту Лонгфелло, 1953)
- концерт для гобоя со струнным оркестром (1932)

## Литературные сочинения
- Den elementaire hørelære, Kbh., 1935, 1956.
- Indfø relse i Palestrinastil, Kbh., 1969.